# 門脇章太郎
門脇 章太郎（かどわき しょうたろう、1901年〈明治34年〉3月30日 - 1971年〈昭和46年〉）は、日本の実業家、政治家、宗教家。
学習院大学名誉教授門脇卓爾の父。

## 経歴
鳥取県西伯郡所子村（現：大山町）の豪農の家（門脇家住宅として現存）に生まれる。父・門脇才蔵、母・チヨノの長男。米子中学校を経て、大正13年（1924年）京大修了。
所子村産業組合長、所子村農会長、所子村長を経て米子銀行取締役、鳥取県産業組合連合会理事米子支所長、米子銀行常務取締役を歴任した。1941年（昭和16年）合併により山陰合同銀行取締役に就任した。その後、1946年（昭和21年）に常務取締役となった。1959年（昭和34年）11月6日の株主総会で常務取締役を退任した。

## 人物像
米子中学校では野球部で主将を務めた。